# Arnold Willems
Arnold Willems (Antwerpen, 24 maart 1932 – Wilrijk, 8 augustus 2022) was een Belgisch acteur.

## Biografie
Willems behaalde zijn kandidatuur Romaanse filologie vooraleer aan het Conservatorium van Brussel af te studeren met een eerste prijs dramatische kunst.
In het theater speelde Willems sinds 1978 vele voorstellingen van Twee ogen zo blauw met Gerd De Ley. Twee jaar later richten ze samen Theater Paljas op waar hij met rollen in succesvolle producties als de monoloog Hoe schoon was mijn school, en de theatervoorstellingen Misero Truffo of het Syndroom van Macintosh en, naar eigen concept, Blauwdruk altijd actief is gebleven. Hij regisseerde bij Paljas onder andere Brandewijnblues en De reet van Jan Kleyn. Maar hij was ook acteur bij onder andere het NTG en had gastrollen bij andere theatergezelschappen zoals de KVS, theaterMalpertuis en Arena.
Tot 1985 vast verbonden aan de BRT als acteur van het dramatisch gezelschap, heeft hij in verschillende Vlaamse televisieseries en films geacteerd, zoals: Egmont, Een lange herfstdag, Een ver land, Groenten uit Balen, De kat, Het huis der onbekenden, De danstent, Rogier van Ter Doest (1976), Wierook en tranen, Secret Army, De kerselaar, Merlina ( Igor Mortis, 4 afleveringen - 1983,1984,1985 en 1987), Hard labeur, Het gezin van Paemel en Het Pleintje. Freelance werkte hij mee aan Langs de kade, Alfa Papa Tango, Ad Fundum, Just friends, Oog in oog, Team Spirit, F.C. De Kampioenen (meneer Colpaert in 1992, Albert Costermans in 2006), Flikken (prof. Gaston Heymans), De Wet volgens Milo, Witse, Vermist, Urbain, Grappa en in Familie. Hij sprak ook de Vlaamse stem van Aton Ego in voor de film  Ratatouille en de Vlaamse stem van Rick Dicker in The Incredibles en Incredibles 2.
Van 1993 tot 2008 vertolkte Willems de rol van Georges Coppens in de Vlaamse televisieserie Wittekerke. In 2010 speelde hij de rol van meneer Leonard, de theaterdirecteur, in de film en televisieserie Oud België. Hij speelde ook een gastrol in Code 37 als Eduard. In 2010 was Willems ook te zien in de eerste aflevering van de politieserie Zone Stad als gegijzelde burgemeester en hij was te zien in de telenovelle David en de fictiereeks Dubbelleven op Eén. In 2016 speelde hij de vader van hoofdrolspeelster Hilde De Baerdemaeker, die de rol vertolkte van politiecommissaris Liese Meerhout in de serie Coppers.
Van 1969 tot 1992 gaf hij les in het deeltijds kunstonderwijs aan de Muziekacademie Mortsel.

## Privéleven en overlijden
Arnold was de zoon van de Vlaamse acteur Frits Willems (1898-1974). Hij was de stiefvader van actrice Tania Kloek. Willems overleed op 90-jarige leeftijd.
- International Standard Name Identifier: 0000 0001 3359 814X
- Virtual International Authority File: 56145602426501361412